# Hermosa Beach
Hermosa Beach, fundada en 1907, es una ciudad ubicada en el condado de Los Ángeles en el estado estadounidense de California. En el año 2000 tenía una población de 18.566 habitantes y una densidad poblacional de 5.012,5 personas por km².

## Geografía
Hermosa Beach se encuentra ubicada en las coordenadas {33°51′59″N 118°23′59″O / 33.86639, -118.39972. Según la Oficina del Censo, la ciudad tiene un área total de 15,3 km² (5,9 mi²), de la cual 3,7 km² (1,4 mi²) es tierra y 11,6 km² (4,5 mi²) (75.80%) es agua.

### Localidades adyacentes
El siguiente diagrama muestra las localidades que se encuentran en un radio de 16 kilómetros (9,9 mi) alrededor de Hermosa Beach:

## Demografía
Según la Oficina del Censo en 2000 los ingresos medios por hogar en la localidad eran de $81,153, y los ingresos medios por familia eran $104,645. Los hombres tenían unos ingresos medios de $67,407 frente a los $50,295 para las mujeres. La renta per cápita para la localidad era de $54,244. Alrededor del 6.1% de la población estaban por debajo del umbral de pobreza.